# Kasztelania biechowska
Kasztelania biechowska – kasztelania istniejąca w grodzie biechowskim od drugiej połowy XIII w., a później jako senatorski urząd kasztelana do upadku I Rzeczypospolitej.
Pierwsza wzmianka o grodze w Biechowie pochodzi z 1232 r., kiedy to miejscowość została zdobyta przez Henryka Brodatego podczas jego próby opanowania Wielkopolski po śmierci Władysława Laskonogiego.
W 1252 r. Biechowo występuje jako kasztelania. Znany jest z tego roku Przecław castellano de Bechow. Pomimo że już w XIV w. miejscowość była zwykłą wsią szlachecką, urząd kasztelana biechowskiego przetrwał do rozbiorów. Ostatnim kasztelanem był, mianowany w 1783 r., Józef Gliszczyński.
Po ukształtowaniu się ostatecznie senatu na przełomie XVI i XVII w. kasztelania biechowska była jedną z 8 godności senatorskich województwa kaliskiego (obok arcybiskupa gnieźnieńskiego, wojewody kaliskiego, kasztelanów: kaliskiego, gnieźnieńskiego, lędzkiego, nakielskiego i kamieńskiego). Według ukształtowanej ostatecznie hierarchii w Porządku Rady Koronney, Polskiey y Litewskiey, iako iuż iedney Rzpltey, postanowionym przez Krola I. M. y Radę Koronną, w Lublinie, na Seymie Walnym spolnym roku P. 1569, kasztelania biechowska była jedną z kasztelani mniejszych tzw. drążkowych, idąc za kasztelanią rospierską, a przed bydgoską.
Urząd kasztelana biechowskiego obejmowali głównie przedstawiciele średniej szlachty, dla których był on często zwieńczeniem kariery.

## Kasztelanowie biechowscy

### XIII – XV wiek
- Przecław 1252
- Markusz  Lutogniewic za panowania Przemysła II[3]
- Mikołaj z Biechowa 1324
- Mojek (Brodzic) 1382[4]

### Senatorowie
Na podstawie
1. Janusz Latalski P[a] 26 VI 1494 – A[b] 3 II 1502 – jednocześnie sędzia kaliski, awans na kasztelana lędzkiego
2. Wojciech Sobocki N[c] 20 XII 1502 – O[d] 7 VI 1507
3. Jarosław Sokołowski P 24 IX 1509 – A 3/14 II 1511 – awans na kasztelana lędzkiego
4. Mikołaj Russocki N 3 II 1511 – †[e] 8 VII 1548 – wcześniej chorąży kaliski
5. Jan Świdwa Szamotulski N 30 I 1549 – O 12 XI 1565
6. Piotr Chwalczewski P ok. 29 VI 1566 – † 25 IX 1568 – wcześniej podkomorzy kaliski
7. Stanisław Wysocki P 5 VI 1568 – O 20 VI 1571 – wcześniej sędzia kaliski, awans na kasztelana lędzkiego
8. Jan (Janusz) Kościelecki P 23 I 1573 – A 26 VIII 1584 – awans na kasztelana międzyrzeckiego
9. Stanisław Złotkowski N 2 VIII 1584 – O 3 VII 1597
10. Maciej Baranowski N 22 VIII 1600 – O 22 IX 1604 – wcześniej podkomorzy kaliski
11. Wacław Kiełczewski P 8 III 1608 – O 26 IV 1616 – awans na kasztelana lędzkiego
12. Zygmunt Grudziński P 26 VI 1617 – A 26 X 1618 – awans na kasztelana międzyrzeckiego
13. Mikołaj Mielżyński  N 24 XI 1618 – A 11 II 1628 – wcześniej stolnik kaliski,  awans na kasztelana gnieźnieńskiego
14. Jerzy Szyszkowski N ok. 25 III 1628 – O 30 V 1633 – wcześniej chorąży kaliski
15. Stanisław Przyborowski N 3 III 1634 – A 8 III 1639 – wcześniej podczaszy poznański, awans na kasztelana rogozińskiego (data nominacji następcy wskazuje, że prawdopodobnie kasztelanem rogozińskim został jednak przed datą na swojej nominacji na kasztelanię rogozińską – zdarzały się powtórne nominacje)
16. Jan Szołdrski N 3 II 1639 – O 6 VII 1643
17. Mikołaj Szołdrski N 3 XI 1644 – O 5 I 1690
18. Andrzej Szołdrski P 14 VII 1692 – † 10 VI 1704
Andrzej Radoliński – uzyskał nominację 19 XII 1697 prawdopodobnie wskutek błędnej informacji uzyskanej przez kancelarię o śmierci Andrzeja Szołdrskiego. 14 VII 1704 (po śmierci Szołdrskiego) została wystawiona nominacja in blanco, jednak w dokumentach nie występuje nikt z tytułem kasztelana biechowskiego aż do 12 IX 1708
19. Adam Pawłowski N 14 IV 1710 – † 4 X 1744 – tytułowany kasztelanem biechowskim już 12 IX 1708
20. Bartłomiej Szołdrski N 14 XI 1744 – † 6II 1751 – wcześniej kasztelan santocki
21. Józef Skarbek Malczewski N 7 VI 1752 – † 12 IX 1757 – wcześniej podsędek poznański
22. Antoni Wyssogota Zakrzewski N 28 IX 1757 – † A 15 X 1772 – wcześniej kasztelan santocki, awans na kasztelana krzywińskiego
23. Józef Potocki N 15 X 1772 – A 1778 – wcześniej kasztelan kamieński, awans na kasztelana krzywińskiego (nominacja dopiero 8 I 1780)
24. Jan Kwilecki N 3 X 1778 – O 28 V 1781 – wcześniej cześnik wschowski, awans na kasztelana rogozińskiego
25. Józef Krzycki P 15 VIII 1781 – † 24 III 1783 – wcześniej stolnik poznański
26. Józef Gliszczyński N 8 V 1783 – 1793 (II rozbiór Polski) – województwo kaliskie zostało przyłączone do królestwa Prus, ostatni kasztelan biechowski zmarł 12 grudnia 1799 r.